# Alina Mungiu-Pippidi
Alina Mungiu-Pippidi (n. 12 martie 1964, Iași) este un politolog român, având ca domenii de expertiză politicile publice, buna guvernare, lupta anticorupție și democratizarea. A scris mai mulți ani la rând capitolul dedicat României din raportul anual Nations in Transit al Freedom House. A predat la Universitatea din București și la SNSPA, iar din 2007 conduce catedra de Studii de Democratizare la Hertie School of Governance din Berlin. În 2012 a fost cooptată în prestigiosul think tank European Council on Foreign Relations. În 2022 a depășit 5000 de citări conform Google Scholar, fiind cel mai citat politolog din România.
Alina Mungiu-Pippidi este de asemenea activist civic: a participat în 1990 la protestele din Piața Universității, a inițiat și a condus Coaliția pentru un Parlament Curat, care a dus în 2004 la eliminarea pe criterii de integritate morală a 98 de persoane de pe poziții eligibile pe listele de candidați la algerile parlamentare. În 2007 a organizat împreună cu Radu Filipescu o manifestație de susținere a Monicăi Macovei, care fusese demisă de la Ministerul de Justiție după ce contribuise la intrarea României în Uniunea Europeană prin ridicarea ultimelor stegulețe roșii pe domeniul justiției.
A predat și a conferențiat pe teme legate de tranziția lumii postcomuniste în mai multe universități, printre care Harvard, Stanford, Princeton și Oxford. De asemenea a publicat un editorial săptămânal în ziarul România liberă. 

## Biografie
Alina Mungiu provine dintr-o familie ieșeană de medici, care își are rădăcinile în Basarabia. Tatăl ei este doctorul Ostin Mungiu (n. 1941). Ea are un frate mai mic, regizorul de film Cristian Mungiu.
Între 1982 și 1988 a urmat Facultatea de Medicină a Universității din Iași, pe care a terminat-o ca șefă de promoție. Mai târziu și-a motivat alegerea prin faptul că medicina era una dintre puținele discipline academice nepolitizate, în timp ce științele umaniste, pentru care avea de asemenea veleități, erau închistate în paradigma marxistă.
Încă din anii facultății a scris critică literară și eseu pentru revistele „Opinia studențească” și „Cronica”. A fost redactor-șef la „Opinia studențească” între 1989 și 1992, iar din 1990, a devenit un colaborator frecvent la „Revista 22”, criticând regimul neocomunist al lui Ion Iliescu. În 1990 a participat la protestele anticomuniste din Piața Universității, trăind și suprimarea lor brutală prin venirea minerilor din Valea Jiului.
A fost corespondent pentru cotidianul francez „Le Monde” (1992-1993) și redactor-șef la „Expres” (1993-1994). În 1993 s-a căsătorit cu istoricul Andrei Pippidi, nepot direct din partea mamei (Liliana Pippidi, născută Iorga) al istoricului Nicolae Iorga. În 1995 și-a luat doctoratul în psihologie socială la Universitatea din Iași. La alegerile din 1996 a susținut Convenția Democrată Română și pe candidatul ei, Emil Constantinescu. În 1997 a fost numită director al „Departamentului Emisiunilor Informative al TVR”, funcție deținută până în 1998.
În 1996 a fondat think tank-ul Societatea Academică din România (SAR), alături de o serie de personalități precum filozofii Mihai Șora, Sorin Vieru, Gabriel Liiceanu și Andrei Cornea, psihologa Aurora Liiceanu, istoricii Neagu Djuvara și Andrei Pippidi, scriitorii Andrei Pleșu și Horia Roman Patapievici și politologii Sorin Ioniță și Stelian Tănase. Alegerea numelui nu a fost întâmplătoare, Societatea Academică Română fiind denumirea inițială a Academiei Române, cu care se dorea făcută astfel o comparație. SAR a contribuit la adoptarea unei legi a liberului acces la informație, precum și a altor proiecte, legi și măsuri legate de integrarea europeană a României.
A fost profesoară la Școala Națională de Științe Politice și Administrative din București, unde preda cursuri despre Naționalism și conflict și Comportament electoral. 
 În 2007 a devenit cadru didactic la Hertie School of Governance.
La alegerile pentru Parlamentul European din 2009, i-a fost propus de către organizația locală de Iași a Partidului Democrat-Liberal să candideze pentru un loc eligibil, în contextul în care și alți intelectuali și activiști favorabili PDL, precum Monica Macovei, Traian Ungureanu și Cristian Preda, candidau din partea partidului. Deși inițial favorabilă propunerii, Mungiu-Pippidi a refuzat din protest față de candidatura fiicei șefului statului, Elena Băsescu, care se făcuse anterior remarcată pentru viața mondenă și ca fotomodel. Retragerea și reacția ei publică au avut drept consecință demisia Elenei Băsescu din PDL și candidatura acesteia ca independentă. Acest episod a marcat de asemenea o răcire a relației ei cu șeful statului, care a calificat gestul Alinei Mungiu Pippidi drept neelegant.
După acest episod, Mungiu-Pippidi a rămas profesoară universitară la Hertie School of Governance. Este membră și co-autoare în programul de cercetare ANTICORRP, condus de politologul Bo Rothstein, proiect care a câștigat în 2011 cel mai mare grant de cercetare oferit până atunci de Uniunea Europeană în sociologie.

## Literatură

### Evangheliștii
Piesa de teatru Evangheliștii, scrisă în 1992 (și premiată de UNITER în 1993), a generat intense critici. Subiectul piesei este considerat blasfemator de bisericile creștine din România.

### Ultima cruciadă
Romanul Ultima cruciadă a fost scris de Mungiu înainte de Revoluția din 1989 și revizuit la capătul anilor '90. Autoarea i-a prezentat manuscrisul Monicăi Lovinescu, care a îndemnat-o să renunțe la politologie și să se dedice scrisului, astfel că atunci când cartea a fost editată, Mungiu-Pippidi i-a cerut lui Lovinescu să-i scrie o prefață.
Despre circumstanțele scrierii, autoarea relata: „Tînără rezidentă într-un spital de psihiatrie, în anii de neagră deprimare națională 1988-1989, făcînd gărzi la Urgențe în plus de frică să nu uit meseria înainte să fi apucat să o învăț, că plana teama că statul ne va trimite în cine știe ce situații peste noapte, indiferent unde aveam post, am avut de a face cu zeci, dacă nu sute de cazuri, de sinucideri de tot felul, și am văzut și destui bolnavi terminal, un echipament serios pentru vîrsta de 25 de ani.”
Acțiunea se desfășoară paralel pe două planuri temporale, pe de o parte în Moldova medievală, pe de alta în perioada interbelică. În spatele protagonistului interbelic, diplomatul Radu Novac, se ascunde figura diplomatului Nicolae Titulescu. Încercarea eșuată a lui Novac de a transforma România într-un stat european se oglindește în încercarea eșuată a unui mitropolit moldovean de a uni biserica autohtonă cu cea catolică.
Cartea a fost primită cu căldură. Dacă Monica Lovinescu făcea referință la Umberto Eco, criticul Alex Ștefănescu compara valoarea operei cu cea a romanelor Orbitor al lui Mircea Cărtărescu și Recviem pentru nebuni și bestii al lui Augustin Buzura. Aprecia la autoare „arta suspansului și, în general, a istorisirii captivante”, psihologiile complexe și dialogurile dinamice. De asemenea, el aprecia că „Alina Mungiu-Pippidi, face literatură din tot ce știe, inclusiv din cunoștințele ei de medicină” și „nu evită patetismul, ci și-l asumă într-un mod inteligent”.
Criticul de întâmpinare Costi Rogozanu era surprins de epicitatea redescoperită, o caracteristică rară în literatura postmodernă. El compara cartea cu Numele trandafirului al lui Umberto Eco, însă remarca lipsa ironiei superioare prezente la romancierul italian. În concluzie, Rogozanu scria: „Pofta de ficțiune pe care o induce Alina Mungiu-Pippidi este principalul cîștig după lectura acestui roman. O poveste cu toate ingredientele, suspans, mister, acțiune, este construită cu simț de răspundere, cu uneltele literaturii fine. [...] Ultima cruciada este interesantă mai ales prin această orientare către un public mai larg. Toată publicitatea făcută în jurul său nu poate ramîne fără urmări. Nu trebuie uitate însă minusurile textului, care fac din primul roman al Alinei Mungiu-Pippidi un roman bun, nu extraordinar.”

### Anii de antrax
Anii de antrax sunt un ciclu de nouă articole publicate în Revista 22, între 29 septembrie 2005 și 1 martie 2006, care fac parte din proiectul mai larg al unei cărți neterminate. Textul a fost de asemenea făcut public pe pagina de internet a autoarei, într-o formă diferită de cea publicată anterior. Scrierea are forma unui jurnal, deși autoarea se delimitează de la început afirmând că notele „nu sunt nici jurnal, nici memorii, și nici nu sunt o cronică, autentică sau ficțională, asupra apariției antraxului și a luptei noastre cu el (…) Aceste note sunt doar un fel de foaie de observație a campaniei noastre din primii ani ai secolului XXI contra flagelului antraxului.” Textul îmbină rememorări ale autoarei cu reflexii asupra unor teme de actualitate ale momentului respectiv, fiind un „elogiu adus Occidentului într-o perioadă pe care o simțeam de profundă amenințare”.
Metafora antraxului este un simbol pentru amenințările de la începutul secolului al XXI-lea împotriva democrației occidentale și a valorilor de bază ale acesteia, precum libertatea de gândire și de exprimare, toleranța și dreptul la viață.
Textele:
- Anii de antrax (I)
- Anii de antrax (II)
- Anii de antrax (III)
- Anii de antrax (IV)
- Anii de antrax (V)
- Anii de antrax (VI)
- Anii de antrax (VII)
- Anii de antrax (VIII)
- Anii de antrax (IX)

## Politologie

### Anticorupție
Un domeniu de expertiză al Alinei Mungiu-Pippidi, atât din punct de vedere practic, cât și teoretic, este combaterea corupției. În studiul corupției, făcând apel la sociologul german Max Weber, ea diferențiază între state cu sisteme sociale particulariste și universaliste (în ceea ce privește starea de fapte, nu normele și regulile prevăzute de constituții în sine). În universalism, cetățenii sunt egali în fața legii și a statului, având oportunități egale de a exercita puterea politică și de a fi luați în considerare la redistribuirea bunurilor. În schimb, în sistemele particulariste, cuvintele de ordine sunt statutul și privilegiul: cetățenii nu se așteaptă la un tratament egal din oficiu, ci cel mult egal cu tratamentul cetățenilor de același statut, determinat de apartenența sau non-apartenența la un grup sau o rețea de interese.
Ea argumentează că în timp ce în relativ puținele sisteme universaliste corupția este un fenomen izolat, care apare în cazuri individuale și ușor delimitabile, în sistemele particulariste ea este o constantă structurală. În urma prăbușirii politice a unui regim caracterizat de particularism, trecerea la universalism este anevoioasă, instalându-se de cele mai multe ori un sistem intermediar de particularism competitiv, în care puterea nu mai este deținută de o manieră monopolistă (exemple sunt democrațiile sud-americane, africane sau est-europene). Mai ales în aceste forme intermediare corupția înflorește, însă și așteptările populației se modifică, defavorizând corupția și atribuindu-i un stigmat social. Urmărind procesul de implementare a universalismului în Statele Unite ale Americii, unul dintre argumentele principale este că democrația în sine nu este suficientă în general pentru reușita acestuia.

### Where Europe Ends
În 2009, Alina Mungiu-Pippidi a lansat, în cooperare cu regizorul sârb Sinisa Dragin filmul “Where Europe Ends”, care este un documentar de 50 de minute produs de Societatea Academică Română și Mrakonia Film, cu sprijinul Black Sea Trust și al fundației germane „Friederich Ebert”, cu privire la consecințele extinderii Uniunii Europene în zonele de graniță cu Republica Moldova și Ucraina ale Uniunii Europene. Tema filmului fusese tratată anterior de Mungiu într-o lucrare academică.

### Ottomans into Europeans
În 2010 a apărut la Editura Hurst culegerea de texte Ottomans into Europeans: state and institution-building in southeast Europe [traducere aproximativă: Din otomani europeni: construcție statală și instituțională în Europa de Sud-Est], editată de Wim van Meurs și Mungiu-Pippidi. Culegerea este caracterizată de accentul pus în analiza statelor balcanice pe instituții, în dauna altor factori explicativi, precum cultura politică. Recenzentul Alex Drace-Francis, deși de acord cu critica lui Mungiu-Pippidi la adresa paradigmelor culturale, considera că pe lângă explicații instituționale este totuși și loc pentru o tratare „identitară”, astfel spus, chiar dacă cultura politică este un concept nefolositor, istoria culturală și antropologia nu sunt inutile. Un alt recenzent, Isa Blumi, considera cartea a fi inconsistentă, nereușind să-și atingă scopul inerent de a scrie o istorie a Balcanilor din punctul de vedere al europenizării. Mai mult, el critică contribuția „esențialistă” a Alinei Mungiu Pippidi, salutând faptul că ea nu caracterizează textele celoralalți autori.

## Publicistică
Alina Mungiu Pippidi a debutat la revista ieșeană Opinia studențească. În trecut a colaborat la revistele Dilema Veche și 22. Scrie în prezent un editorial săptămânal în ziarul România Liberă și publică editoriale de opinie pe portalul anticorupție al inițiativei România Curată (vezi aici Arhivat în 27 februarie 2013, la Wayback Machine.) și pe pagina online de știri www.ziare.com. Texte ale ei au fost de asemenea preluate de revista online Critic Atac.
În publicistică s-a făcut remarcată drept polemistă acidă, criticând aspru o serie de intelectuali de dreapta, precum Cristian Preda, Cătălin Avramescu, Ioan Stanomir, Mihail Neamțu, Sebastian Lăzăroiu, Teodor Baconschi, Adrian Papahagi, Traian Ungureanu și Vladimir Tismăneanu.

### La moartea unui clovn
În 2008, a stârnit controverse necrologul „La moartea unui clovn”, scris cu prilejul morții lui George Pruteanu, cu care fusese prietenă. Articolul începe cu paragraful dezarmant „A murit zilele acestea un vechi prieten de-al meu, George Pruteanu. Corul fals și gălăgios de la moartea lui tinde să ascundă faptul că această celebritate care a murit săptămâna trecută era un ratat, adică un om excepțional de înzestrat care nu a reușit să-și valorifice darurile.” Autoarea rememorează relația ei cu Pruteanu și deteriorarea prieteniei lor, punând în oglindă potențialul intelectual al lui George Pruteanu cu ambițiile sale materiale și politice, care s-au concretizat în cele din urmă în adeziunea acestuia la partidul extremist România Mare.

### De ce nu iau românii Premiul Nobel
O antologie din publicistică a fost tipărită în 2012 la editura Polirom sub titlul De ce nu iau românii premiul Nobel, principalul liant al cărții fiind argumentul că deși România are același potențial intelectual ca alte țări, mecanismele socio-culturale clientelare de selecție nu permit adevăratelor valori să iasă la suprafață. Cartea conține articole din intervalul 2005-2012, publicate anterior în Dilema Veche, Revista 22, România Liberă și pe portalul www.ziare.com. A fost întâmpinată cu recenzii pozitive de către criticii Dan C. Mihăilescu și Alex Ștefănescu. Alex Ștefănescu îi acordă cărții 3 din 5 stele, lăudând stilul recognoscibil caracterizat de „nervul publicistic, spiritul critic caustic, dus până la cruzime, folosirea dezinvoltă a numeroase informații culturale, cosmopolitismul, viteza de tren accelerat a dezvoltării oricărei argumentații”, însă o critică pe autoare pentru că „îi lipsesc răbdarea și generozitatea de a valorifica ceea ce este bun la contemporanii ei. Remarcă numai și numai ceea ce e rău și, pe deasupra, este nemiloasă.”

### Conflicte și polemici
Alina Mungiu-Pippidi este considerată de mulți ca una din cele mai curajoase și articulate voci ale opoziției civice din România, "un critic tranșant, dar constructiv al realităților sociale și politice”, cum a definit-o istoricul britanic Dennis Deletant. O relatare a bătăliilor civice ale Alinei Mungiu-Pippidi se găsește în volumul "Tranziția. Primii 25 de ani", un dialog cu jurnalistul Vartan Arachelian, volum editat de editura Polirom în anul 2014 și lansat în prezența președintelui nou ales, Klaus Johannis, la 21 noiembrie 2014 . În decursul timpului, i-a criticat pe Ion Iliescu încă de la începutul președinției sale în 1990, conflict culminat cu primul dialog televizat în care Ion Iliescu a fost contrazis în anul 1997, apoi pe Traian Băsescu  pe tema candidaturii fiicei sale la Parlamentul European și a promovării favoritei sale Elena Udrea, mai târziu arestată preventiv sub acuzația de corupție, precum și pe alți nenumărați oameni ai puterii din statul român. Ca lider al Coaliției pentru un Parlament Curat  în anul 2004 a fost dată în judecată de mai mulți miniștri și șefi de servicii secrete, ca Ioan Talpeș, Rodica Stănoiu, Ioan Mircea Pașcu si alții. Nu a pierdut niciodată un proces cu nici unul dintre cei pe care i-a acuzat de lipsă de integritate .
De asemenea, e printre puținii intelectuali care a militat constant și pentru transparentizarea activității serviciilor secrete și reducerea infliltrării lor în presă și politică. În septembrie 2014, Alina Mungiu-Pippidi a publicat un editorial intitulat „Ce caută serviciile secrete în presă și politică”. Este vorba despre una din preocupările mai vechi ale autoarei, așa cum rezultă din fragmentul publicat în noiembrie 2014 de portalul România Curată , sub titlul "Ce facem cu serviciile secrete? Alina Mungiu-Pippidi și Vartan Arachelian despre cum cum acestea pot submina o guvernare".

## Publicații

### Cărți de non-ficțiune
- Românii după '89 ("The Romanians after '89"), 1996
- Doctrine politice. Concepte universale și realități românești ("Political doctrines. Universal concepts and Romanian realities"), 1998
- Politici Publice: Teorie și Practică [Public Policy. Theory and Practice]", 1999
- Transilvania subiectivă", 1999
- Introducere în politologie. Manual opțional pentru liceu. ("An introduction to politology. Optional textbook for high school"), 2000
- Romania after 2000. Threats and Challenges, 2002
- Politica după comunism [Politics After Communism]", 2002
- Nationalism after Communism: Lessons Learned, 2004
- Villages Roumains. Entre destruction communiste et violence libérale, 2005
- Secera și buldozerul. Scornicești și Nucșoara. Mecanisme de aservire a țăranului român, 2004
- Povestea celor două sate, 2010 [46][47]
- Ottomans into Europeans: State and Institution Building in South-Eastern Europe, 2010
- De ce nu iau românii premiul Nobel, 2012 [48]
- Tranziția. Primii 25 de ani, 2014 [49]
- În Căutarea Bunei Guvernari–Cum au scăpat alte țări de corupție?, 2017 [50]

### Literatură
- Moartea lui Ariel (teatru, 1997)
- Ultima cruciadă (roman, 2002)
- Evangheliștii (teatru, reeditare 2006)